# Le Revizor (film, 1952)
Pour les articles homonymes, voir Le Revizor et Revizor.
Pour plus de détails, voir Fiche technique et Distribution.
Le Revizor (Ревизор, Revizor) est un film soviétique réalisé par Vladimir Petrov, sorti en 1952,.

## Fiche technique
- Photographie : Youri Ekeltchik
- Musique : Nikolaï Timofeiev
- Décors : Vladimir Kaplunovskiï